# (2621) Goto
(2621) Goto (1981 CA; 1971 HQ; 1982 DO2) ist ein ungefähr 45 Kilometer großer Asteroid des äußeren Hauptgürtels, der am 9. Februar 1981 vom japanischen Astronomen Tsutomu Seki am Geisei-Observatorium in Geisei in der Präfektur Kōchi in Japan (IAU-Code 372) entdeckt wurde.

## Benennung
(2621) Goto wurde nach Seizo Goto, einem Hersteller von Teleskopen und Planetarien sowie Gründer von Goto Optics, benannt.